# Urasoe Chōri
Urasoe Ueekata Chōri (浦添 親方 朝利) (? – 1638?) aussi connu sous son nom de style chinois Shō Kakusen (向 鶴躚), est un aristocrate et fonctionnaire du gouvernement du royaume de Ryūkyū. Il est membre du Sanshikan de 1636 à 1638.

## Biographie
Urasoe Chōshi était le père d’Urasoe Chōri et Kunigami Chōchi était son frère aîné. Urasoe Chōri est devenu le membre de Sanshikan en 1636,.